# Echinops exaltatus
Echinops exaltatus là một loài thực vật có hoa trong họ Cúc. Loài này được Schrad. mô tả khoa học đầu tiên năm 1811.